# Bucéfalo (banda)
Bucéfalo es una banda emeritense de rock fundada en 1983 con algunos componentes de grupos disueltos como Albarregas o Hecatombe. Su nombre procede del caballo Bucéfalo de Alejandro Magno que su padre le compró desde que este contaba 9 años de edad. Es considerada la banda de rock activa más antigua del panorama musical de Extremadura. Han compartido escenarios con Barón Rojo, Ñu, Burning, Rosendo, Ilegales, Obús, Topo, Asfalto, Bloque o Scorpions. La banda logró acuñar el término «Rockastúo».

## Historia
La banda se formó con algunos miembros de otras bandas disueltas como Albarregas y Hecatombe. Tras dos años de componer y preparar su  repertorio hicieron  su debut el 13 de abril de 1983 en la Sala Trajano de Mérida. El mismo año editan su primera maqueta con 4 temas.
Las letras de las canciones están basadas en anécdotas, siendo por lo general y según la costumbre del rock español, situaciones cotidianas y de la calle. En 1984 producen Lo que hay que oír, trabajo realizado en disco de vinilo y compartido con otros tres grupos de Extremadura. 
Colaboraron con diversas bandas españolas, principalmente extremeñas: Ama, Aviones, Bajos Instintos, Blackbird, Inlavables, Sínkope y Perroflauta, entre otras. En 1989, el grupo decidió tomarse un descanso sin perder contacto, finalmente, el 25 de septiembre de 1999 se reúnen tras diez años de espera manteniendo el mismo nombre y estilo de música.
En el 2000 la banda fue la encargada de clausurar el festival cultural WOMAD del año 2000 celebrado en Cáceres, ante 7000 personas. Durante el verano del 2000 Vicente González fue sustituido en el bajo por Javier Cid, entran a grabar en los estudios JAMMIN de Mérida un CD titulado La caña de España con trece temas originales, en el que colaboran conocidos músicos como José Regodón, Markos Bayón, Diego Barriga, Manu y J.L. Tristancho.
En el 2003 titularon su nueva producción Fuera de aquí, tiene un doble sentido: por una parte, reafirmar la procedencia emeritense (de aquí) del grupo, y por otra, ser profeta de nuestra tierra fuera de ella. Durante dos años tocan por toda la región compartiendo escenarios con grupos como, Skizoo, Rosendo, Reincidentes, Boikot, Disidencia, Sinkope, etc. Ese mismo año Javo Montero entra como baterista sustituyendo a Joaquín Mora.

A mediados de febrero de 2005 graban otro disco titulado Nusotros palramos asina procurando reivindicar el habla extremeña al tiempo que homenajean a su pueblo natal, y en especial a Luis Chamizo -en cuya obra se basan al adaptar a canciones varios de sus poemas publicados en El miajón de los castúos. Nusotros palramus asina se presenta en concierto en Sala DT de Mérida ante más de mil personas y con la colaboración de todos los músicos que participan en dicho CD. En junio de 2006 entró como nuevo integrante de la banda Blas Barroso al violín eléctrico, sustituyendo a Juan Flores "Chino", el cual decide abandonar al no poder dedicar todo el tiempo necesario a Bucéfalo.
En 2006 lograron más de 30 conciertos en diferentes salas extremeñas, participaron también en algunos festivales como AMUS y Viriatorock, compartiendo con Primitive Reason, Centinela, Habeas Corpus, El Último Ke Zierre, Poncho K, Dreamaker, Landevir  produciendo un CD recopilatorio con las bandas Darksound, K-tólicos, Sheratan y Línea Mortal. 
El año 2007 participaron en 22 conciertos en Extremadura y Andalucía  con presentaciones en importantes festivales como Palomerock y Viriatorock compartiendo las presentaciones con bandas como Lujuria, Stravaganzza, Disidencia, RIX, Trastienda RC, Caskärrabias, Los Jacobos, La Taberna de Moe, etc.  En dicho festival Bucéfalo y Óscar Sancho cantante de Lujuria cantaron en vivo y en castúo, más tarde Óscar colaboró en un tema del siguiente trabajo de la banda. 
En 2008 salió a la venta un CD doble con formato Digipack titulado 25 TAKOS como celebración de sus 25 años de vida.
Realizan un nuevo trabajo grabado y producido por Promúsica con la colaboración de Óscar Sancho del grupo Lujuria y el saxofonista Dave Lerman del grupo Los Niños de los Ojos Rojos. El disco se presenta en el valle del Acueducto de los Milagros de Mérida, al cual asistieron 4.000 personas. Durante la actuación, el ayuntamiento de Mérida les sorprende en el escenario con una escultura conmemorativa en su reconocimiento a sus 25 años de música en Mérida. Dos días después, el alcalde de la ciudad les recibe en el ayuntamiento para concederle el escudo de oro de la ciudad.
En 2009 hacen una gira participando en los festivales Extremúsika 2009 y Festival del Oeste de Cáceres.
En julio de 2010, Bucéfalo saca al mercado otro nuevo disco, “Jipiando” (Gritando), y siguen promoviendo el castúo, de ahí el título del nuevo disco, “Gritando”, en la "palra o jabla" extremeña. Siguen adaptando obras del poeta extremeño Gabriel y Galán y del poeta contemporáneo Javier Feijóo. La banda adapta también sus propias letras en castúo. 
El violinista Blas Barroso abandonó el grupo en octubre del 2011 al no poderle dedicar tiempo. Ese mismo año Bucéfalo aparece en un disco homenaje al grupo Asfalto, a nivel nacional.
En mayo de 2013 realiza un nuevo trabajo coincidiendo con su 30 aniversario en la música, por ello lo han titulado X̅CMLVIII, que son 10.958 días (en números romanos) que componen los más de 30 años de vida. Ocho nuevos temas con colaboración de Alberso David (Sínkope, Vino Tinto), Juan Flores Chino (José Andrëa y Uróboros), Nano Jiménez y Blas Barroso. Las letras de las canciones son adaptaciones de versos de poetas extremeños como Javier Feijoo, Fran Medina, María Carvajal, Luis Álvarez Lencero y J.M. Gabriel y Galán y vuelven a repetir su concierto presentación de este disco en el acueducto romano de Mérida "Los Milagros".
Después de tres años de gira, Bucéfalo lanza al mercado en mayo de 2016 otro nuevo disco titulado "Sin ringá".
El 14 de julio de 2017 Bucéfalo telonean a la banda alemana Scorpions.
Bucéfalo está de Aniversario, 1983-2018.
35 años cumple esta banda emeritense en la música.
Este nuevo trabajo consta de 19 temas recopilados  de su discografía y elegidos por los miembros de Bucéfalo. Dichos temas se muestran cronológicamente en el CD, los cuales se interpretarán en directo, mas alguna sorpresa que tienen preparada.
"35 No son ná" es un repaso a su trayectoria desde sus comienzos hasta la actualidad, donde la banda sigue con su  denominación de "rockastúo" y con la misma ilusión y ganas de tocar en directo, como en varias ciudades, Mérida, Cáceres, Badajoz, Almendralejo, Plasencia, Madrid  y festivales como, Extremúsika, Higorock, Serradilla, Tornavacas, Cabezabellosa, Aldeacentenera, Cabezuela del Valle… etc.
El 20 de enero de 2020, Bucéfalo da una rueda de prensa en la que anuncian una gira de despedida: https://www.lavanguardia.com/vida/20200120/472993854879/bucefalo-el-origen-del-rock-castuo-dice-adios-tras-37-anos-de-autenticidad.html
"Pensamos que lo hacemos en un buen momento y vamos a hacerlo con la cabeza bien alta. Siempre fieles a lo nuestro, sin dejarnos influir por modas pasajeras. 
A lo largo de estos 37 años, la industria de la música ha ido cambiando radicalmente, y aunque Bucéfalo ha vivido el día a día trabajando con recursos limitados, sin el respaldo de una gran discográfica, productora o empresa de management, el reconocimiento que hemos recibido en nuestra tierra y también fuera de ella, nos ha compensado con creces el esfuerzo de mantenernos en el candelero tanto tiempo sin esos apoyos.  
Nos sentimos orgullosos y agradecidos. Orgullosos de haber formado parte de Bucéfalo, la banda de rock en activo más antigua de nuestra región, de haber contribuido humildemente a la difusión  y conocimiento de nuestra palra o jabla, el castúo, de haber acuñado el término Rockastúo y haberlo difundido por todo el territorio nacional. Nos sentimos agradecidos a nuestros seguidores que han seguido acudiendo a nuestros conciertos durante todos estos años, a veces con la presencia de varias generaciones de una misma familia, y también a todos aquellos que nos han apoyado durante estos años, que nos han contratado o contado con nosotros en sus programaciones: salas, locales, festivales, administraciones, etc.
Por eso “SIN PENA… Y CON GLORIA”, os anunciamos que vamos a hacer una Gira de Despedida en honor a todos los que han apoyado y seguido al grupo durante todos estos años. Pretendemos llevar esta gira de despedida al mayor número posible de sitios y lugares que quieran ver a Bucéfalo o que hayan estado presentes a lo largo de nuestra historia artística. Queremos que sea un gran viaje musical y visual a través de esta larga trayectoria de 37 años".
La gira “SIN PENA… Y CON GLORIA” se vio truncada por la presencia de la pandemia del COVID-19, por lo cual en septiembre de 2022 la banda anuncian su separación y un último concierto por todo lo alto, en Mérida el 30 de septiembre de 2022.
https://merida.es/bucefalo-dice-adios-a-sus-cuarenta-anos-de-musica-con-un-concierto-homenaje-en-los-milagros/?fbclid=IwAR05WZZZz-byh-2M63LccTmt0Dq8EY_bl2rjcR0o8kPw2ZgTwgyNifbHi6A

## Rockastúo
Indagan y logran fusionar distintas culturas históricas, homenajean de forma musical el talento de dos poetas extremeños que escribían en castúo, José María Gabriel y Galán y Luis Chamizo Trigueros. Así los miembros de Bucéfalo funden las poesías de estos dos poetas de su tierra en rock y el habla en castúo, de esta fusión, llaman a su estilo musical «Rockastúo». 

## Nominaciones y premios
- 2008: Escudo de oro de la ciudad de Mérida.
- 2008: Nominado a la mejor trayectoria musical en los Premios de la Música Extremeña.
- 2009: Nominado a la mejor trayectoria musical en los Premios de la Música Extremeña.
- 2010: Nominado en tres categorías en los Premios de la Música Extremeña.
- 2011: Premio de Honor 2011 en los Premios de la Música Extremeña.

## Discografía
- 1983: Primeras Grabaciones - Casete con cuatro temas.
- 1984: Lo que hay que oír - Vinilo compartido con tres bandas extremeñas.
- 2000: La caña de España - CD.
- 2003: Fuera de aquí - CD.
- 2005: Nusotros palramos asina - CD.
- 2006: Viriatorock 06 - CD recopilatorio junto al resto de bandas participantes en el festival "Viriatorock 06".
- 2008: 25 Takos - Doble CD con nuevos temas y 14 temas remasterizados de trabajos anteriores. (25 aniversario).
- 2010: Masrock.com - CD recopilatorio junto a más bandas extremeñas para MASROCK.COM.
- 2010: Jipiando - CD.
- 2011: Extremadura canta a la diversidad - CD recopilatorio junto a más bandas extremeñas para COCEMFE BADAJOZ.
- 2011: Tributo a Asfalto. Seres Urbanos - CD recopilatorio junto a más bandas españolas tributando al grupo Asfalto.
- 2013: X̅CMLVIII. 30 Aniversario - CD.
- 2016: Sin ringá - CD.
- 2018: 35 No son ná (Recopilatorio 1983-2018) - CD.